# Rezerwat przyrody Jezioro Smołowe
Rezerwat przyrody Jezioro Smołowe – wodny rezerwat przyrody na obszarze gminy Miastko, powiat bytowski, województwo pomorskie. Ochronie rezerwatu podlega Jezioro Smołowe (kaszb. Jezoro Smòłowé) – przepływowe jezioro lobeliowe.
Rezerwat został utworzony zarządzeniem Ministra Leśnictwa i Przemysłu Drzewnego z dnia 10 listopada 1976 na powierzchni 36,82 ha w celu „zachowania jeziora lobeliowego z charakterystyczną roślinnością”. Zarządzeniem Regionalnego Dyrektora Ochrony Środowiska w Gdańsku z dnia 3 marca 2015 skorygowano jego powierzchnię do 37,08 ha oraz wyznaczono wokół rezerwatu otulinę o powierzchni 46,62 ha. Ponadto zmieniono cel ochrony na „zachowanie jeziora lobeliowego wraz z jego charakterystyczną roślinnością oraz populacjami cennych gatunków roślin i zwierząt”.
Do występujących w jeziorze roślin wodnych należą: lobelia jeziorna, poryblin jeziorny, brzeżyca jednokwiatowa czy elisma wodna.
Z jeziora wypływa rzeka Brda. Wraz z sąsiednimi jeziorami Kamień i Orle tworzy zespół rezerwatów wodnych na obszarze źródliskowym Brdy.
Rezerwat „Jezioro Smołowe” znajduje się w granicach obszaru siedliskowego sieci Natura 2000 „Miasteckie Jeziora Lobeliowe” PLH220041 oraz Obszaru Chronionego Krajobrazu Źródliskowy Obszar Brdy i Wieprzy na wschód od Miastka.
Jest położony w zasięgu terytorialnym Nadleśnictwa Dretyń, ale na gruntach Skarbu Państwa w zarządzie Regionalnego Zarządu Gospodarki Wodnej w Gdańsku. Otulinę rezerwatu stanowią grunty leśne należące do Skarbu Państwa w zarządzie Nadleśnictwa Dretyń oraz prywatne tereny rolnicze.
Na mocy obowiązującego planu ochrony ustanowionego w 2016 roku, obszar rezerwatu objęty jest ochroną czynną. Nadzór nad rezerwatem sprawuje Regionalny Dyrektor Ochrony Środowiska w Gdańsku.